# François Xavier (écrivain)
Pour les articles homonymes, voir François Xavier.
François Xavier est un écrivain et réalisateur français, né le 1er juin 1966 à Saint-Raphaël (Var).

## Biographie
En 1995, paraissent Extrance (aux Dits du Pont, à Avignon) et Voyage.
En 1997, paraît Le jour où la TV expira... (nouvelles critiques sur la télévision). François Xavier effectue plusieurs voyages au Proche-Orient d'où découle son deuxième recueil, De l'Orient à l'amour,, qui lui vaut le prix Théophile-Gautier de l'Académie française en 1999.
En 2001 paraît L'Hydre fumée, avec une calligraphie originale de Hassan Massoudy pour le poème L'Enfant des pierres.
Il crée et administre en 2003 les sites des poètes Salah Stétié et Mahmoud Darwich, en français, et publie Les Manuscrits de Qana.
En 2005 paraît Le Berceau de Phénicie, livre dans lequel Ladislas Kijno expose deux versions enlacées et peintes dans les poèmes. Il travaille ensuite avec d'autres peintres : Christian Jaccard, Vladimir Veličković, Julius Baltazar, Gottfried Salzmann, Laurette Succar ou encore Véronique Agostini, Robert Lobet et Pierre Souchaud.
2014 le voit revenir à la poésie pure avec deux recueils, Là-bas trois fois (janvier) qui confirme "ce don de faire advenir l’émotion d’un rien par la seule magie des mots". Un long "poème qui renverse les conventions de l'écriture poétique", rappelle Lucien Wasselin.
Le 2 septembre, L'irréparable paraît avec une préface de Pierre Brunel, poème qui "prouve que vivre revient à ne jamais déposer les armes tant que l'amour est là ou que son souvenir perdure." et le 17 septembre, à l’université Paris-Sorbonne, dans le cadre d’un Master 2 recherche Lettres modernes, Virginie Trézières a soutenu son mémoire portant sur La négativité transitive de Salah Stétié à François Xavier, sous la direction de Michel Jarrety.

## Sur Mahmoud Darwich
Son premier article, Mahmoud Darwich, la conscience du poète est accueilli par Robert Dadillon dans le numéro 9 (hiver 1997-1998) de la revue Poésie première. Puis, en 2001, il publie chez iDLivre le premier essai biographique en langue française sur le poète palestinien Mahmoud Darwich, Mahmoud Darwich et la nouvelle Andalousie (qui sera réédité en 2002). Il déclarera avoir « voulu transmettre à travers son analyse littéraire un message pour expliquer qui sont ces Arabes que l'on diabolise à tort ».

En 2004, paraît chez Autres Temps, Mahmoud Darwich dans l’exil de sa langue, une version actualisée et augmentée d'un dernier chapitre.

## Chroniqueur littéraire
1987 et 1988, François Xavier anime sur Radio-Esterel une émission hebdomadaire consacrée aux arts (cinéma, théâtre, littérature) et couvre les 40e et 41e Festival de Cannes. En 2002, il débute dans les colonnes de l'e-magazine lemague.net, puis en 2003, prend en charge la rubrique "Essais/Documents" à lidealiste_litteraire.com. Il supervise en 2004 les colonnes "Essais" au sein du litteraire.com. Fin 2006, quitte lelitteraire.com pour la direction du département "Art & Littérature" de lemague.net. En mai 2009, il revient au lelitteraire.com pour gérer le département "Art & Littérature" et en mars 2010 il est nommé rédacteur en chef, fonction qu'il occupe jusqu'au 1er août 2012.
Il participe alors au développement du Salon littéraire (magazine conçu et dirigé par Joseph Vebret, sous l'égide de CCM Benchmark), comme rédacteur en chef puis administrateur jusqu'au 29 septembre 2012.
Parallèlement il chronique l'actualité culturelle sur le Huffington Post de juillet 2012 jusqu'au 11 septembre 2013, et revient ensuite exclusivement dans les colonnes du Salon littéraire.
À la suite du rachat du Salon (CCM Benchmark/L'Internaute) par le Groupe Figaro, il est nommé, le 15 octobre 2017, Directeur délégué... jusqu'au 3 juillet 2024, date de la fermeture du site sur décision du groupe lors de la refonte totale du pool L'Internaute.

## Éditeur
Il fonde en 2001 chez iDLivre la collection "Esquilles" qui a pour but de donner la parole à des poètes ou des universitaires sur le thème du métissage des cultures. Il y supervise notamment la version définitive de l'œuvre majeure de Marc Alyn, Les Alphabets du feu. Il la dirigera jusqu'en 2003.

## Colloques
- La Brûlure des corps dans la nudité originelle, communication donnée le 6 novembre 2001, à l’Université de Montréal, à l’occasion du colloque consacré à Salah Stétié, Poésie, terre d’exil à l’invitation du Groupe Poexil (groupe de recherche réunissant des chercheurs et des étudiants de différentes universités autour de l'expression artistique sur l'exil) . [lire en ligne]
- De l’Éthique dans la résistance, ou comment cheminer avec Mahmoud Darwich du chaos à la nouvelle Andalousie, communication donnée le 12 septembre 2009, au Palais du Luxembourg, à Paris, à l’occasion de la « 8e Journée de la solidarité humaine 2009 » ayant pour thème Comment la littérature change le monde - Dostoïevski, Péguy, Salomé, Levi, Darwich, organisée à l’initiative de la Fondation Ostad Elahi - éthique et solidarité humaine. [lire en ligne]

## Œuvres

### Livres d'artiste
- Le Berceau de Phénicie, recueil de poèmes, deux versions enlacées et peintes (l'une proche du style naïf, l'autre plus aérienne et sœur de la calligraphie japonaise) par Ladislas Kijno qui démontrent comment il avait habité et traversé le poème. Livre monumental imprimé sur vélin Johannot, au format italien 330 x 250, à 70 exemplaires numérotés, Jean-Pierre Huguet éditeur, 2005. Dans son coffret, il abrite aussi une gravure originale au carborundum réalisée par l’atelier Pasnic et signée au feutre noir
- Beyrouth, à cœur et à cris, recueil de poèmes, 24 exemplaires, 110 x 250, réalisés à la main par les ateliers de François Huin, accompagnés chacun de 7 combustions originales de Christian Jaccard et d’une couverture ignigraphiée, Éditions du Pyronaute, 2009

Ce livre a été conçu afin de célébrer Beyrouth, capitale mondiale du livre 2009 sous l'égide de l'UNESCO. Le numéro 13 a été offert pour être présenté à la Bibliothèque nationale du Liban.
- La parenthèse, recueil de poèmes, enrichi de douze encres couleurs de Laurette Succar et présenté dans une jaquette en papier Indien terre, pur coton. 40 exemplaires sur Ingres pour le poème et sur Vélin d’Arches pour les encres, numérotés de 1 à 30, plus dix exemplaires manuscrits, dont cinq sont augmentés d’une encre originale numérotés de I à V ; et cinq exemplaires, numérotés HCI à HCV, tous signés au colophon par l’auteur et l’artiste. In-16 (190 x 190) en feuilles libres, collection Coup du cœur, Montrouge, éditions Voix Tissées 2009
- Azur mordoré, recueil de poèmes, 8 exemplaires originaux, 265 x 165, en feuillets libres sur BFK Rives 210gr accompagnés d’encres flottantes (suminagashi) de Véronique Agostini, signés et numérotés par l’auteur et l’artiste, Les Aresquiers, 2009 [présentation en ligne]
- Le sanctuaire de l'inaudible, recueil de poèmes, tirage limité à 5 exemplaires numérotés ponctués d'un portrait original de Lilou par Kijno, réalisé à l'encre de Chine, La Romania Éditeur, novembre 2010
- Fruor, poème, livre-objet renfermant dans un coffret au couvercle en acétate conçu par Dermont-Duval, et ignigraphié, un poème érotique et manuscrit pénétré au fer rouge et orné de combustions, œuvres originales de Christian Jaccard. 6 exemplaires uniques et originaux au format 295 x 295, in-18, Éditions du Pyronaute, 2010
- À l'épreuve du feu, recueil de poèmes, livre peint par Lilou en 10 exemplaires uniques et originaux au format 175 x 225, La Romania Éditeur, 2011
- Kiwi, poème, 20 exemplaires ornés de collages originaux rehaussés à la poudre lisse par Christian Jaccard, in-16 (80 x 110) en feuilles, typographie composée à la main en Garamond corps 12 et imprimée sur Vélin d'Arches par François Huin sur ses presses à l'Haÿ-les-Roses, Éditions du Pyronaute, 2011
- Ailleurs Mahmoud Darwich..., poème, avec des aquarelles de Robert Lobet, in-8 (180 x 170) en feuilles, 28 p., couverture originale. Typographie composée à la main en caractères en plomb. L'édition originale se compose de 46 exemplaires numérotés de 1 à 46, sur papier Conquéror, augmentés d'une couverture peinte et d'une aquarelle en double page intérieure. Le tirage de tête, imprimé sur Arches, est de 6 exemplaires numérotés de I à VI, agrémentés d'une intervention manuscrite de l'auteur en page 3 et augmentés de 2 aquarelles sur 2 doubles pages. Tous signés au colophon par l'auteur et l'artiste. Éditions de la Margeride, 2011
- Bourrasques, poème, accompagné d’un collage originale de Pierre Souchaud. Leporello (55 x 110) tiré sur Johannot 240 g à 10 exemplaires numérotés, présentés dans un emboîtage. Collection Raretés des Sept Collines, dirigée par Michel Sottet, chez Jean-Pierre Huguet éditeur. Achevé d’imprimer le 21 novembre 2011, à Saint Juien Molin Molette, Loire, France
- La Parque déflorée, recueil de poèmes, rehaussée d’une encre originale de Lilou, exemplaire unique au format 175 x 225, La Romania Éditeur, 2012
- Le miroir de la déraison, poème en 3 opus in-12 (90 x 130) [... qui est comme un moderne Cantique des cantiques tant il célèbre l’amour (et ses avatars)][22],  accompagnés d'encres originales de Jacqueline Ricard [...proches d’une calligraphie tout en rondeurs et en boucles, (qui)soulignent sensuellement le texte tant elles se mêlent aux vers][22], 55 exemplaires numérotés et signés présentés dans un coffret, Éditions La Cour Pavée, 2013 [présentation en ligne]
- Le charnier des possibles, poème magnifié par quatre dessins de Vladimir Veličković. Il en a été tiré 30 exemplaires. Les quatre premiers numérotés de I à IV sont tirés sur papier Arches Aquarelle Rag 240 g/m2 au format 280 x 380. Chacun d’entre eux est enrichi d’un dessin original ainsi que de la suite des quatre estampes signées par l’artiste, imprimées à partir des quatre dessins contenus dans les exemplaires I, II, III et IV. Les 26 suivants tirés sur papier intissé 130 g/m2 au format 180 x 240 sont numérotés de 1 à 26. Ils contiennent une suite des quatre estampes réduites au format de l’ouvrage, également signées par l’artiste. Jean-Pierre Huguet éditeur, 2013 [présentation en ligne]
- Où le vide des mondes, poème accompagné de douze pointes sèches originales de Julius Baltazar, chacune rehaussée au crayon arlequin, 24 exemplaires, édition bilingue traduite en américain par Joshua Watsky, Éditions Wequetecock Cove, New-Haven, décembre 2013 [présentation en ligne]
- Apostille, poème manuscrit en 4 exemplaires originaux peints par Julius Baltazar, collection Les yeux, Le livre pauvre, 2016
- L'ossuaire du temps, poème manuscrit en 6 exemplaires originaux peints par Julius Baltazar, collection Vice-versa, Le livre pauvre, 2016
- Calligraphie du printemps, poème manuscrit en 4 exemplaires originaux peints par Julius Baltazar, collection Gaspard de la nuit, Le livre pauvre, 2016
- SILENCE (on s'aime), poème manuscrit sur un livre peint en 2015 par Julius Baltazar, deux exemplaires uniques dont l'un intègre le lot des 346 pièces manuscrites de la donation faite par le peintre à la Bibliothèque municipale d'Angers, 2019
- Fraise, poème, 20 exemplaires ornés de collages originaux rehaussés à la poudre lisse et d'une suite de dessins entrelacés dans le texte par Christian Jaccard, in-16 (80 x 110) en feuilles, typographie composée à la main en Garamond corps 12 et imprimée sur Vélin d'Arches par François Huin sur ses presses à l'Haÿ-les-Roses, Éditions du Pyronaute, 2023

### Poésie
- Extrance, Les Dits du Pont, 1995 (hors commerce)
- Voyages, poésie, Editinter, 1995
- Ode à la vérité, dans La Poésie Contemporaine – Anthologie 1995, coll. « Florilège », Éditions Les Presses Littéraires, 1995
- De l’Orient à l’amour, Editinter, 1998, préface de Salah Stétié - prix Théophile-Gautier de l’Académie française, 1999[6]
- Le Berceau de Phénicie[23], tirage limité à 150 ex., éditions des Moires, 1999 ; puis BoD, 2009 (version grand public du livre d'art publié en 2005) et enfin Les éditions du Littéraire, 2015 (version grand public 175 x 225, couverture dure, marque pages)
- L’Hydre fumée, iDLivre, 2001, avec une calligraphie originale de Hassan Massoudy[7]
- Les manuscrits de Qana, Aumage éditions, 2003
- La Parenthèse, extraits inédits de poèmes, dans Jean-Luc Favre et Matthias Vincenot, Les nouveaux poètes français et francophones, Jean-Pierre Huguet éditeur, 2004
- La Parenthèse, extraits inédits de poèmes traduits en roumain par Rodica Draghincescu, publiés dans Arca (Bucarest) et Poezia (Iassy), les deux revues de l’Union des écrivains roumains, janvier et avril 2004
- Lettre de givre, Le Persil no 27/28, novembre 2009 (publié avec le concours du Canton de Vaud et de Pro Helvetia, fondation suisse pour la culture)
- À Mahmoud Darwich, poème inédit écrit à la main sur trois gravures originales faisant partie intégrante des œuvres qui constituent ce que Robert Lobet nomme sa Collection des gravures manuscrites, 2010
- La Parenthèse, Voix Tissées, 2011, avec des encres de Laurette Succar (version grand public du livre d'art publié en 2009)
- Là-bas trois fois, Jean-Pierre Huguet éditeur, janvier 2014[24]
- Le miroir de la déraison, présentation de Pierre Brunel, collection "La bibliothèque d'Orphée", Éditions du Littéraire, juin 2014, [François Xavier verse à travers ses mots tout sauf une monnaie d’ombre. Et même si ce livre semble à la fin le testament des amours dépassées, elles gardent son embellie : l’homme n’y a peut-être plus sa place mais l’Elle parle en lui en dérisoire vigie d’un ailleurs qui s’éloigne[25].] avec des encres de Jacqueline Ricard (version publique de l'édition d'art parue en 2013 aux Éditions La Cour Pavée)
- L'irréparable, préface de Pierre Brunel, Jean-Pierre Huguet éditeur, septembre 2014

### Romans
- Dans l'œil du cyclone, Les éditions du Littéraire, coll. "La bibliothèque de Babel", 2012[26],[27]

### Essais
- Mahmoud Darwich et la nouvelle Andalousie, iDLivre, 2001 – réédition 2002
- Mahmoud Darwich dans l’exil de sa langue, Autres Temps, 2004
- Kijno e(s)t l’art d’aimer, La Romania Éditeur, coll. "Mes Contemporains", 2010
- En ville(s) - ou les polyphonies de Salzmann en milieu urbain, La Romania Éditeur, 2010, tirage limité à 6 exemplaires numérotés
- Kijno e(s)t l’art d’aimer, introduction de Bernard Noël, édition définitive revue et augmentée, Édition du Littéraire, coll. "La bibliothèque d'Alexandrie", 2013
- Lexies de l'œil - Dialogue avec Christian Jaccard, coédition galerie Valérie Bach/Éditions du Littéraire, coll. "La bibliothèque d'Alexandrie", 2017
- Élégies du chaos - Dialogue avec Julius Baltazar, coédition galerie L'Atelier d'Artistes/Éditions du Littéraire, coll. "La bibliothèque d'Alexandrie", 2018

### Filmographie
- La Rose et le Jasmin : portrait de Salah Stétié, esquisse, documentaire de Mona Makki, 26 min, Espace Francophone, 1999[28]
- Un homme de projet, des projets pour l’homme, coscénariste, documentaire de Singh Chandok, 52 min : portrait du président du Comité français de secours aux enfants, ISP Productions, 2006 (diffusé dans 18 pays de l’Europe centrale et orientale par le biais de la banque d’images du groupe France Télévisions)
- Gottfried Salzmann, le peintre de l’eau, documentaire de 26 min, scénario & réalisation, ISP Productions, 2008

### Divers
- Le Jour où la TV expira, nouvelles, La Romania, 1997
- LITTERA-lement, rédacteur en chef du numéro double 19/20 (décembre 2003) de la revue d'art & littérature Passage d’encres. Cet opus eut comme artiste invité le peintre Albert Woda et présenta un dossier spécial consacré à Salah Stétié
- Entretien avec Lofficier & Formosa et Buffo à cœur ouvert dans Les Grands Entretiens du litteraire.com (avec Isabelle Roche et Frédéric Grolleau), Les éditions du Littéraire, 2011